# Кларк Кліффорд
Кларк Макадамс Кліффорд (англ. Clark McAdams Clifford; 25 грудня 1906 — 10 жовтня 1998) — американський юрист і державний діяч, займав пост міністра оборони США в 1968—1969 роках при президенті Линдоні Джонсоні.

## Біографія

### Початок життя
Народився в Форт Скотт в штаті Канзас. Закінчив університет Вашингтона в Сент-Луїсі. У 1928—1943 роках займався юридичною практикою в Сент-Луїсі. У 1944—1946 роках служив на флоті, дослужившись до капітана і ставши помічником Гаррі Трумена з морських справ, а також його другом і довіреним радником. У 1946—1950 роках обіймав посаду спеціального помічника президента. Найважливішою подією була підтримка Кліффордом створення держави Ізраїль. Кліффорд був ключовою фігурою в компанії з переобрання Трумена в 1948 році. Радив Трумену прийняти більш лівий і популістський образ для того, щоб відібрати голоси у лівого кандидата Генрі Воллеса.

### Радник
У 1950 році пішов у відставку, займався юридичною практикою в Вашингтоні і був важливим радником демократичних політиків. Одним з його клієнтів був Джон Кеннеді, тоді сенатор. У 1961 році після перемоги на виборах Кеннеді призначив Кліффорда членом президентської ради із зовнішньої розвідки. У 1963 році Кліффорд став головою цієї ради. Після вбивства президента Кеннеді і вступу на президентську посаду Ліндона Джонсона Кліффорд часто виступав у ролі неофіційного радника і іноді виконував короткочасні офіційні доручення, такі як поїздка з генералом Максвеллом Тейлором до В'єтнаму та інші країни Південно-Східної Азії в 1967 році.

### Міністр оборони
19 січня 1968 року президент Джонсон оголосив про те, що Кларк Кліффорд змінить Роберта Макнамару на посаді міністра оборони США. В цілому, Кліффорд продовжував політику Макнамари, зокрема він продовжив його широко рекламовану політику зі скорочення витрат. Бюджет міністерства оборони склав $ 77.7 млрд доларів в 1969 році і $ 75.5 млрд в 1970 році. У 1969 році з закінченням адміністрації Джонсона Кліффорд пішов у відставку.
Кліффорд виступав проти розширення війни у В'єтнамі. Так, він переконав Джонсона не відправляти до В'єтнаму 206 тис. солдатів, про що просив генерал Вільям Вестморленд додатково до тих 525 тис., що вже служили там. Однак, в березні 1968 року Джонсон все ж погодився тимчасово відправити до В'єтнаму ще 24 тис. солдатів як надзвичайний захід, збільшивши сили у В'єтнамі до максимальної на той час чисельності 549 тис. В цілому, Кліффорд вважав за необхідне поступовий вихід з В'єтнамського конфлікту, в чому розходився з тодішнім державним секретарем Діном Раском, який вважав, що війну можна виграти. Свої погляди на В'єтнамську війну Кліффорд після відставки виклав в статті в журналі Foreign Affairs (номер за липень 1969). 20 січня 1969 роки перед відходом у відставку Джонсон нагородив Кліффорда Президентською медаллю Свободи.
Після відставки Кліффорд продовжував юридичну практику і вважався одним з вашингтонських «суперадвокатов», завдяки своєму впливу і безмежним зв'язкам. У 1980 році президент Джиммі Картер призначив його спеціальним президентським посланцем до Індії.

### Скандал з BCCI
У 1991 році Кліффорд виявився замішаним в гігантський фінансовий скандал з Bank of Credit and Commerce International (BCCI). Виявилося, що цей найбільший банк з найсильнішими політичними зв'язками був заплутаним міжнародним конгломератом різних банків і компаній з центром в Лондоні здійснював не тільки найбільші фінансові порушення, але був залучений в відмивання грошей, ухилення від податків, хабарництво, підтримку міжнародного тероризму, контрабанді зброї та ядерних технологій. Кліффорд займав пост голови банку First American Bankshares, що став найбільшим банком у Вашингтоні. Прокурор району Манхеттен Роберт Моргентау заявив, що First American Bankshares таємно контролюється BCCI. Кліффорда звинуватили в тому, що він навмисно приховав цю інформацію від федеральних регуляційних органів. Міністерство юстиції США почало розслідування діяльності Кліффорда, його активи були заморожені. Однак офіційно звинувачення проти Кліффорда так і не були висунуті, у зв'язку з його поганим здоров'ям.
Кларк Кліффорд помер в 1998 році.